# Ольшевський Ігор Олександрович
І́гор Олекса́ндрович Ольше́вський (20 листопада 1956, с. Здовбиця) — міський голова м. Здолбунів.

## Життєпис
Народився 20 листопада 1956 року в селі Здовбиця, Здолбунівського району Рівненської області.
З 1973 по 1977 рік навчався в Рівненському державному педагогічному інституті, який закінчив зі спеціяльністю — вчитель математики. З серпня 1977 року працює вчителем математики в Здовбицькій загальноосвітній школі, а з червня 1985 року по 1998 року — директор цієї ж школи.
З квітня 1998 року по 2004 рік — заступник голови Здолбунівської районної ради Рівненської області.
У 2010 році був зарахований на заочну форму навчання за напрямом підготовки «право» (спеціяльність «правознавство») Академії адвокатури України.
Наразі займає посаду Здолбунівського міського голови (з жовтня 2004 року). У 2015 році, за результатами місцевих виборів міського голови, набрав 60,2 % голосів виборців.

## Відзнаки та нагороди
- Орден «За заслуги» III ступеня (25.6.2016).[4][5]

## Родина
Має дружину — Ганну Миколаївну (1955 року народження), яка працює вчителем трудового навчання у Здовбицькій ЗОШ. Має двох синів Олега та Олександра.

## Захоплення
Займався художньою самодіяльністю. Грає на гітарі, на баяні та інших музичних інструментах.

## Відомості про доходи та витрати
- Відомості про доходи за 2012 рік
- Відомості про доходи за 2013 рік
- Відомості про доходи за 2014 рік
- Відомості про доходи за 2015 рік